# Süper Lig de 2005–06
A Süper Lig de 2005–06 (também conhecida como Turkcell Süper Lig devido a razões de patrocínio) foi a 48ª temporada do Campeonato Turco de Futebol. No ano de seu centenário, o Galatasaray sagrou-se campeão nacional pela 16ª vez, tendo o arquirrival Fenerbahçe ficado com o vice-campeonato dessa temporada.

## Direitos de nome
Foi a partir dessa temporada que a Federação Turca de Futebol recebeu autorização do Ministério dos Esportes da Turquia para fechar contratos de direitos de nome. Em 2005, foi firmado contrato com a Turkcell válido por 5 temporadas, passando o campeonato a ser denominado Turkcell Süper Lig.

## Participantes
| Clube          | Estádio                      | Capacidade |
| -------------- | ---------------------------- | ---------- |
| Ankaragücü     | Estádio 19 de Maio de Ancara | 19 209     |
| Ankaraspor     | Yenikent Asaş Stadyumu       | 18 029     |
| Beşiktaş       | Estádio İnönü de Beşiktaş    | 32 086     |
| Denizlispor    | Estádio Atatürk de Denizli   | 15 427     |
| Diyarbakirspor | Diyarbakır Atatürk Stadyumu  | 12 963     |
| Erciyesspor    | Kayseri Atatürk Stadyumu     | 25 918     |
| Fenerbahçe     | Estádio Şükrü Saraçoğlu      | 42 000     |
| Galatasaray    | Estádio Ali Sami Yen         | 23 785     |
| Gaziantepspor  | Kamil Ocak Stadı             | 16 981     |
| Gençlerbirliği | Estádio 19 de Maio de Ancara | 19 209     |
| Kayserispor    | Kayseri Atatürk Stadyumu     | 25 918     |
| Konyaspor      | Konya Atatürk Stadı          | 22 559     |
| Manisaspor     | Manisa 19 Mayıs Stadyumu     | 16 597     |
| Malatyaspor    | Malatya Inönü Stadi          | 13 000     |
| Rizespor       | Rize Atatürk Stadı           | 10 459     |
| Samsunspor     | Samsun 19 Mayis Satdyumu     | 12 720     |
| Sivasspor      | Sivas 4 Eylül Stadyumu       | 15 060     |
| Trabzonspor    | Estádio Hüseyin Avni Aker    | 21 569     |

## Classificação Geral
Atualizado em 14 de maio de 2006
| Campeão Turco 2005–06    |
| ------------------------ |
| Galatasaray (16º título) |

### Nota
*Vencedor da Copa da Turquia, o Beşiktaş conquistou vaga para a 1ª rodada dos playoffs da Copa da UEFA. Mesmo terminando o campeonato na 3ª colocação, o que lhe daria acesso à competição continental a partir da 2ª rodada dos playoffs, esta vaga acabou sendo relegada ao 4º colocado Trabzonspor, pois obrigatoriamente por determinação da Federação Turca de Futebol, o vencedor da Copa da Turquia entra na Copa da UEFA a partir da 1ª rodada dos playoffs.

## Resultados
| Mandante \ Visitante | ANG | ANK | BJK | ÇRZ | DEN | DIY | FEN | GSY | GAZ | GBR | KAY | KER | KON | MAL | SAM | SIV | TRB | VMN |
| -------------------- | --- | --- | --- | --- | --- | --- | --- | --- | --- | --- | --- | --- | --- | --- | --- | --- | --- | --- |
| Ankaragücü           | —   | 3–2 | 2–3 | 1–0 | 1–1 | 5–1 | 1–4 | 0–1 | 2–1 | 1–1 | 2–0 | 1–2 | 3–0 | 0–1 | 1–1 | 0–0 | 1–2 | 0–2 |
| Ankaraspor           | 1–2 | —   | 2–0 | 0–0 | 1–3 | 3–3 | 2–1 | 1–2 | 3–0 | 0–0 | 1–3 | 1–1 | 0–0 | 1–2 | 3–3 | 1–1 | 0–2 | 3–1 |
| Beşiktaş             | 4–2 | 3–0 | —   | 0–1 | 2–0 | 1–1 | 1–2 | 1–2 | 0–1 | 2–1 | 0–0 | 2–2 | 0–1 | 2–2 | 3–2 | 0–1 | 0–1 | 3–1 |
| Rizespor             | 1–0 | 1–1 | 1–0 | —   | 1–2 | 2–0 | 1–2 | 0–3 | 0–0 | 1–1 | 0–0 | 2–2 | 1–1 | 1–0 | 1–2 | 1–0 | 1–6 | 4–1 |
| Denizlispor          | 0–0 | 1–1 | 1–1 | 2–0 | —   | 1–0 | 1–1 | 1–2 | 1–2 | 0–2 | 1–3 | 1–1 | 5–2 | 1–0 | 1–2 | 4–0 | 0–1 | 1–1 |
| Diyarbakirspor       | 0–3 | 1–2 | 1–3 | 1–0 | 1–0 | —   | 0–4 | 1–3 | 1–2 | 0–2 | 0–2 | 2–1 | 0–3 | 3–2 | 0–0 | 1–1 | 3–0 | 0–2 |
| Fenerbahçe           | 2–1 | 2–1 | 2–2 | 1–1 | 6–2 | 2–2 | —   | 4–0 | 1–0 | 3–0 | 3–0 | 4–2 | 5–0 | 2–0 | 5–2 | 3–0 | 2–2 | 2–1 |
| Galatasaray          | 2–0 | 4–0 | 3–2 | 4–2 | 1–1 | 2–0 | 0–1 | —   | 6–0 | 3–0 | 3–0 | 4–2 | 2–1 | 5–2 | 3–2 | 2–0 | 4–1 | 4–2 |
| Gaziantepspor        | 1–1 | 3–3 | 2–2 | 1–1 | 1–0 | 2–0 | 0–2 | 2–2 | —   | 1–1 | 1–4 | 1–2 | 2–0 | 1–0 | 0–1 | 0–0 | 0–2 | 1–1 |
| Gençlerbirliği       | 1–1 | 2–1 | 0–2 | 1–3 | 3–3 | 4–0 | 0–0 | 2–1 | 3–1 | —   | 3–2 | 3–0 | 1–1 | 2–0 | 0–1 | 0–1 | 1–0 | 2–1 |
| Kayserispor          | 1–2 | 2–1 | 0–1 | 3–1 | 2–2 | 3–0 | 1–0 | 1–3 | 0–1 | 2–0 | —   | 1–2 | 1–0 | 2–0 | 6–3 | 2–2 | 4–2 | 7–2 |
| Erciyesspor          | 1–2 | 0–1 | 1–1 | 0–2 | 2–0 | 0–2 | 0–3 | 1–2 | 1–0 | 2–0 | 0–0 | —   | 0–0 | 1–1 | 2–2 | 0–0 | 1–0 | 2–1 |
| Konyaspor            | 2–0 | 0–0 | 0–1 | 3–1 | 1–0 | 5–1 | 2–4 | 0–1 | 3–2 | 0–3 | 1–0 | 2–0 | —   | 0–2 | 4–2 | 2–1 | 0–0 | 1–1 |
| Malatyaspor          | 0–0 | 0–2 | 1–1 | 1–0 | 0–1 | 1–2 | 0–3 | 1–1 | 2–0 | 1–3 | 2–1 | 2–2 | 1–0 | —   | 3–0 | 0–0 | 1–1 | 0–5 |
| Samsunspor           | 2–1 | 0–1 | 1–3 | 0–0 | 1–2 | 1–0 | 0–5 | 1–2 | 2–3 | 2–0 | 0–0 | 1–1 | 1–1 | 1–2 | —   | 1–2 | 3–1 | 1–1 |
| Sivasspor            | 3–1 | 2–2 | 1–3 | 1–2 | 1–0 | 4–1 | 2–3 | 0–0 | 0–0 | 2–1 | 0–5 | 3–0 | 1–1 | 1–1 | 0–3 | —   | 2–1 | 1–0 |
| Trabzonspor          | 3–1 | 2–3 | 1–2 | 3–1 | 3–0 | 3–0 | 2–3 | 1–1 | 2–0 | 1–1 | 2–1 | 0–0 | 1–2 | 1–0 | 2–1 | 0–0 | —   | 0–2 |
| Manisaspor           | 2–2 | 1–0 | 0–1 | 1–1 | 4–2 | 0–3 | 5–3 | 1–4 | 1–2 | 0–3 | 1–0 | 0–2 | 0–0 | 4–3 | 3–0 | 3–1 | 1–2 | —   |

## Artilheiros
Atualizado em 14 de maio de 2006
| Pos. | Jogador      | Clube          | Gols |
| ---- | ------------ | -------------- | ---- |
| 1    | Gökhan Ünal  | Kayserispor    | 25   |
| 2    | Fatih Tekke  | Trabzonspor    | 22   |
| 3    | Cenk İşler   | Erciyesspor    | 20   |
| 4    | Necati Ateş  | Galatasaray    | 18   |
| 5    | Ümit Karan   | Galatasaray    | 17   |
| 5    | Márcio Nobre | Fenerbahçe     | 17   |
| 7    | Umut Bulut   | Ankaragücü     | 16   |
| 8    | Alex         | Fenerbahçe     | 15   |
| 8    | Tuncay Şanlı | Fenerbahçe     | 15   |
| 10   | Mehmet Çakır | Gençlerbirliği | 14   |